# (385447) 2003 QF113
(385447) 2003 QF113 est un objet transneptunien faisant partie des cubewanos.

## Caractéristiques
(385447) 2003 QF113 mesure environ 160 km de diamètre.